# Irina Fedotowa

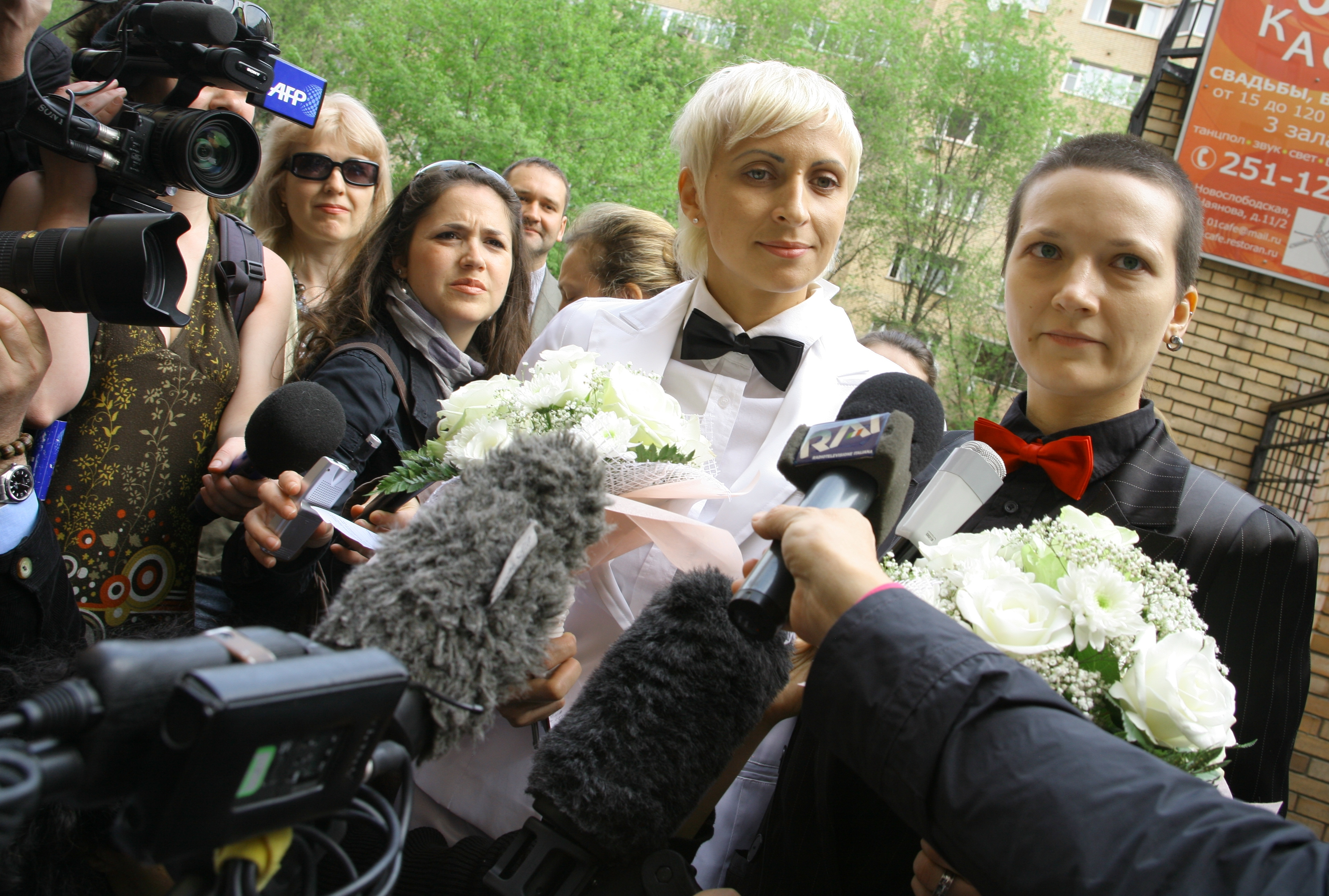
Irina und Irina, 2009

Irina Fedotowa-Fet (russisch Ирина Федотова; *  1979 in Moskau) ist eine russische Aktivistin, die als Erste gegen das regionale Propagandagesetz der Russischen Föderation gekämpft hatte und als Erste zwei erfolgreiche Urteile verbuchen konnte.

## Privates
Die bekennende homosexuelle Frau wuchs in Moskau auf und errang durch ihre Hochzeit mit Irina Schipitko in Begleitung des Aktivisten und Rechtsanwaltes Nikolai Alexejew in Toronto erste Bekanntheit, nachdem ihr eine Ehe in ihrem Heimatland verwehrt wurde.
Durch eine unklare Definition des Gesetzes erhofft sich das Paar eine rechtliche Anerkennung ihrer Ehe in Russland.

## Leben als Aktivistin
Gegen das regionale Gesetz „Propaganda von nicht-traditionellen sexuellen Beziehungen gegenüber Minderjährigen“ in der Region Rjasan hatte die Aktivistin  Beschwerde beim UN-Menschenrechtsausschuss in Genf eingelegt.
Der Menschenrechtsausschuss urteilte, dass die russischen Behörden damit gegen das Recht auf Meinungsfreiheit sowie gegen das Diskriminierungsverbot aus dem Internationalen Pakt über bürgerliche und politische Rechte verstoßen hätten.
Die Einschränkung der Meinungsfreiheit durch das Gesetz gegen „Homo-Propaganda“ sei „nicht nach vernünftigen und objektiven Kriterien“ erfolgt, heißt es in dem Urteil (1932/2010) des UN-Menschenrechtsausschusses, der sich mit dem völkerrechtlichen Vertrag zu beschäftigen hatte.
Russland habe weder vernünftige Gründe für ein Verbot vorgelegt, noch habe es heterosexuelle Propaganda ebenfalls verboten.
GayRussia hatte den Fall zuvor vor den Ausschuss gebracht, nachdem mehrere Urteile in Russland die Rechtmäßigkeit der regionalen Propagandagesetze bestätigt hatten.
Erstmals seit Inkrafttreten des regionalen Gesetzes hat das Bezirksgericht Rjasan dann die Verurteilung – aufgrund des Urteils 1932/2010 des Menschenrechtsausschusses – wieder aufgehoben bzw. abgeändert.
In Schrifttum und Literatur wurde in unterschiedlicher Weise darüber debattiert, ob das Urteil als Präzedenzfall angesehen werden kann.

## Anerkennung als Paar
Ihre Anerkennung scheiterte in Russland. Das Paar will nun vor den Europäischen Gerichtshof für Menschenrechte ziehen.